# John Saviopriset
John Saviopriset, tidigare John Saviostipendiet, är ett norskt konstnärspris som delas ut vartannat år till en konstnär med samisk bakgrund och identitet, som har gjort sig bemärkt i den norska konstvärlden. Priset utdelas av Bildende Kunstneres Hjelpefond tillsammans med Samisk Kunstnerforbund och Nordnorsk Kunstmuseum. Det årliga John Saviostipendiet avvecklades 2015 och ersattes av John Saviopriset, som delas ut vartannat år och är på 150.000 norska kronor. Pristagaren utses av en jury, som består av tre personer, varav två utses av Samisk Kunstnerforbund och en av Nordnorsk Kunstmuseum.
Priset har sitt namn efter den samiska konstnären John Savio. 

## Mottagare av John Saviopriset
- 2015 – Geir Tore Holm
- 2017 – Britta Marakatt-Labba
- 2019 – Aage Gaup[1]
- 2021 – Hans Ragnar Mathisen[2]
- 2023 – Ingunn Utsi[3]
- 2025 – Synnøve Persen[4]

## Mottagare av John Saviostipendiet 1985–2014
- 1985 – Synnøve Persen
- 1986 – Hans Ragnar Mathisen
- 1987 – Synnøve Persen
- 1988 – Ingunn Utsi
- 1989 – Anne Lise Josefsen
- 1990 – Anne Lise Josefsen
- 1991 – Ingen utdelning
- 1992 – Trygve Lund Guttormsen
- 1993 – Marit Zahl
- 1994 – Inga Nordsletta Pedersen
- 1995 – Bjørg Monsen
- 1996 – Mathis Nango
- 1997 – Asbjørn Forsøget
- 1998 – Arnold Johansen
- 1999 – Johanne Losoa Larsen
- 2000 – Aino Hivand
- 2001 – Geir Tore Holm
- 2002 – Bente Geving
- 2003 – Alf Salo
- 2004 – Odd Sivertsen
- 2005 – Josef Halse
- 2006 – Hilde Skancke Pedersen
- 2007 – Inga Nordsletta Pedersen
- 2008 – Viggo Pedersen (konstnär)
- 2009 – Ingunn Utsi
- 2010 – Hanne Grete Einarsen
- 2011 – Aage Gaup
- 2012 – Britta Marakatt-Labba
- 2013 – Lena Stenberg
- 2014 – Inger Blix Kvammen